# Abdullah Yılmaz (Schiedsrichter)
Abdullah Yılmaz (* 6. Mai 1978 in Trabzon) ist ein türkischer Fußballschiedsrichter.

## Werdegang
Yılmaz wurde 1978 in der türkischen Stadt Trabzon geboren. Schiedsrichter wurde er mit 19 Jahren, inspiriert durch seinen Vater Azmi, der ebenfalls ein höherklassiger Schiedsrichter war.
Sein Debüt als Schiedsrichter in der Süper Lig gab Yılmaz am 13. Mai 2006 im Alter von 28 Jahren; er leitete die Begegnung Vestel Manisaspor gegen Konyaspor.